# Futures
Futures – transakcja pochodna zawierana na rynku giełdowym, w której sprzedający (kupujący) zobowiązuje się sprzedać (kupić) ustaloną ilość instrumentu bazowego za ściśle określoną cenę w ściśle określonym terminie. Cena, według której strony przeprowadzą transakcje w przyszłości, zwana jest ceną terminową (ang. future price), zaś dzień, w którym strony zobowiązane są przeprowadzić transakcję, to data rozliczenia (ang. settlement date) lub data dostawy (ang. delivery date).

## Charakterystyka
Podstawowa forma kontraktu futures jest taka sama jak kontraktu forward. Różnica polega na tym, że futures jest produktem standaryzowanym zawieranym przez pośrednika – na giełdach lub w izbach rozliczeniowych – a forward jest tzw. tailor-made (szyty na miarę) i zawieranym na rynku OTC, bezpośrednio między kontrahentami. Ryzyko kredytowe kontraktu futures jest minimalne (mimo istnienia prawdopodobieństwa niewywiązania się kontrahenta z kontraktu – default), ponieważ strony transakcji utrzymują depozyty zabezpieczające – gdy różnica między kwotą zabezpieczenia a bieżącą wartością kontraktu spadnie poniżej pewnego uzgodnionego minimum, inwestor musi złożyć dodatkowe zabezpieczenie, jeśli tego nie zrobi, jego pozycja zostanie zamknięta, zanim dojdzie do wykorzystania kwoty zabezpieczenia. Kontrakty te są standaryzowane; np. instrumenty bazowe, terminy wykonania kontraktów (4 w ciągu roku), wielkości kontraktów, negocjowana jest tylko cena, w przeciwieństwie do kontraktów forward, które są w całości negocjowane.
Znaczna większość kontraktów futures jest rozliczana gotówkowo – tylko kilka procent kontraktów jest rozliczane w drodze dostawy aktywów bazowych.
Możliwości wykorzystania tych instrumentów to:
- hedging – zabezpieczenie wartości planowanego lub obecnego portfela,
- arbitraż – wykorzystanie chwilowej nierównowagi na rynku w celu zrealizowania zysku bez ryzyka,
- spekulacje – otwieranie pozycji na rynku derywatów w celu zrealizowania zysku.

Przykładowe rodzaje kontraktów futures:
- walutowy – instrumentem bazowym są kursy walutowe,
- procentowy – instrumentem bazowym są stopy procentowe,
- indeksowy – instrumentem bazowym są indeksy giełdowe,
- towarowy – instrumentem bazowym są ceny towarów.

Cena futures zbliża się do ceny natychmiastowej, gdy skraca się czas do realizacji kontraktu. Jest to efekt działania rynku i ekonomicznego myślenia inwestorów. Cena futures informuje o oczekiwaniach rynku co do kształtowania się ceny spot w momencie określonym jako termin dostawy w konkretnym kontrakcie terminowym (ceny odnoszącej się do daty wykonania transakcji zakupu lub sprzedaży).
Rozliczenie transakcji futures:
- pozycja długa – w dniu rozliczenia: zapłata i przyjęcie instrumentu bazowego po z góry ustalonej cenie. Zamknięcie pozycji: zawarcie transakcji „odwrotnej”, tj. sprzedaż tej samej liczby kontraktów. Osoba otwierająca pozycję długą (kupująca kontrakt) zobowiązuje się do kupienia w przyszłości określonej ilości instrumentu bazowego po określonej cenie. Nabywca kontraktu liczy na wzrost ceny instrumentu bazowego w przyszłości. Jeśli jego przewidywania się sprawdzą, będzie mógł on nabyć instrument bazowy po cenie niższej (wynikającej z kontraktu) i sprzedać go drożej na rynku kasowym. Inwestor zrealizuje wtedy zysk. W przypadku, gdy cena na rynku kasowym będzie niższa od tej wynikającej z kontraktu – nabywca długiej pozycji poniesie stratę.
- pozycja krótka – w dniu rozliczenia: dostarczenie instrumentu bazowego po z góry ustalonej cenie. Zamknięcie pozycji: zawarcie transakcji „odwrotnej”, tj. kupno tej samej liczby kontraktów. Osoba otwierająca pozycję krótką (sprzedająca kontrakt) zobowiązuje się do sprzedania w przyszłości określonej ilości instrumentu bazowego po określonej cenie. Sprzedawca kontraktu liczy na spadek ceny instrumentu bazowego w przyszłości. Jeśli jego przewidywania się sprawdzą (cena na rynku kasowym będzie niższa od tej ustalonej w kontrakcie), będzie mógł sprzedać instrument bazowy po cenie wyższej (wynikającej z kontraktu). Inwestor zrealizuje wtedy zysk. W przypadku, gdy cena na rynku kasowym będzie wyższa od tej wynikającej z kontraktu – sprzedający kontrakt poniesie stratę.

## Wycena kontraktu futures
Podstawowa formuła wyceny kontraktu futures jest następująca:
{\displaystyle F=S\cdot (1+r\cdot t),}
gdzie:
- {\displaystyle F} – cena terminowa,
- {\displaystyle S} – wartość bieżąca instrumentu bazowego,
- {\displaystyle r} – stopa procentowa wolna od ryzyka w stosunku rocznym,
- {\displaystyle t} – czas do wygaśnięcia kontraktu terminowego w latach.

W zależności od typu kontraktu i przewidywanych wydarzeń powyższa formuła może ulegać modyfikacjom – jednym z często wykorzystywanych wzorów jest m.in.
{\displaystyle F=S\cdot {e}^{rT},}
gdzie {\displaystyle T} – czas do wygaśnięcia kontraktu terminowego w latach, przy innych oznaczeniach jak powyżej.

## Przykład
Rolnik zawarł kontrakt z pośrednikiem na sprzedaż za 3 miesiące zbiorów pszenicy po cenie 450 PLN za tonę. Była to cena rynkowa w dniu zawarcia kontraktu. W dniu rozliczenia transakcji okazało się, że w ciągu tych 3 miesięcy doszło do klęski żywiołowej, w wyniku której podaż pszenicy została ograniczona kilkunastokrotnie, cena zaś wzrosła do 650 PLN za tonę. Rezultat transakcji okazał się korzystny dla pośrednika, który zapewnił sobie cenę 450 PLN i tym samym może zrealizować zysk nie tylko na marży za sprzedaż, ale dodatkowo na zabezpieczeniu na kontrakcie terminowym.
Gdyby jednak przez 3 miesiące od zawarcia kontraktu okazało się, że pogoda była wyjątkowo dobra, a pszenica obrodziła jak nigdy, podaż natomiast przerastałaby popyt, a cena spadła do 250 zł za tonę, wówczas rolnik uchroniłby się przed poniesieniem straty, gdyż pośrednik zobowiązany jest odkupić od niego pszenicę po wcześniej umówionej cenie 450 zł za tonę.
Rolnik, który zawarł kontrakt terminowy na sprzedaż pszenicy, osiągnie jednakowy zysk – niezależnie od tego, czy cena rynkowa pszenicy w dniu realizacji transakcji wzrośnie, czy też spadnie. Ideą bowiem kontraktu terminowego jest zabezpieczenie przed ryzykiem zmiany w przyszłości ceny danego towaru. Gdyby rolnik nie zawarł kontraktu terminowego, to w przypadku wzrostu ceny pszenicy uzyskałby zarobek wyższy niż planował, ale w przypadku spadku ceny poniósłby stratę.

## Historia
Początki kontraktów terminowych (instrumentów pochodnych) związane były z handlem płodami rolnymi i surowcami. Zmieniająca się koniunktura, nieurodzaj czy nadpodaż towarów powodowała znaczne często nieprzewidywalne zmiany cen. Kontrakty terminowe miały zmniejszać albo eliminować to ryzyko, kosztem rezygnacji z ewentualnych zysków spowodowanych korzystną zmianą ceny.
Polegało to na tym, że dwie strony umawiały się jakiś czas przed transakcją na kupno/sprzedaż danego towaru po określonej cenie. Strona, która odniosła korzyść ze zmiany ceny, niejako poświęca ją na pokrycie straty kontrahenta. Obie strony mają pewną sytuację, niezależnie od wahań na rynku.
Pierwsze kontrakty terminowe na płody rolne (typu futures) trafiły do obrotu giełdowego w 1848 roku na giełdzie w Chicago. Pierwotnie wykorzystywane były przez pośredników, którym zależało na pewności dostaw. Giełda określała dokładne warunki transakcji, typ dostawy, parametry surowca itd. Natomiast transakcje terminowe zawierane bez pośrednictwa giełdy mają rodowód sięgający starożytności.

## Futures współcześnie
Dostępne są kontrakty terminowe nie tylko na towary, ale także wiele innych instrumentów bazowych opartych na walutach, indeksach, akcjach, stopach procentowych itd. Rozliczenie następuje zwykle nie w towarze, a w gotówce. Kontrakty terminowe wykorzystywane są na dwa sposoby. Z jednej strony przedsiębiorstwa, zwłaszcza duże i silnie uzależnione od wahań cen i innych parametrów rynkowych, wykorzystują je do zarządzania ryzykiem. Po drugiej stronie stoją spekulanci, którzy gotowi są przyjąć na siebie ryzyko w imię osiągnięcia większych zysków.
Giełda Papierów Wartościowych w Warszawie rozpoczęła notowanie kontraktów terminowych w 1998 r. Pierwszym rodzajem kontraktu był kontrakt na indeks WIG20.